# Philoscia univittata
Philoscia univittata là một loài chân đều trong họ Philosciidae. Loài này được Strouhal miêu tả khoa học năm 1937.